# Tresses
Tresses (okzitanisch Treças) ist eine französische Gemeinde mit 5.188 Einwohnern (Stand 1. Januar 2022) im Département Gironde in der Region Nouvelle-Aquitaine. Sie gehört zum Kanton Créon im Arrondissement Bordeaux.

## Geografische Lage
Die Gemeinde Tresses liegt im Einzugsgebiet der Großstadt Bordeaux. Der Ort liegt auf einem 70 bis 80 Meter hohen Plateau östlich der Ausläufer der Stadt Bordeaux. Im Norden wird die Gemeinde von der Nationalstraße 89, im Süden von der RD 936 begrenzt. An dieser südlichen Verbindungsstraße zwischen Bordeaux und seinem Hinterland liegt ein für die Gemeinde wichtiges Gewerbegebiet. Etwa die Hälfte des Gemeindegebietes wird landwirtschaftlich genutzt, davon etwa ein Drittel für den Weinbau. Es liegt innerhalb der Region Entre-Deux-Mers.
Das Gemeindegebiet wird vom Flüsschen Gua durchquert, das hier unter dem Namen Desclaux bekannt ist.

## Geschichte
Der Name Tresses rührt vom Flechten von Litzen, Bändern und Zöpfen, das hier nachweislich seit dem 13. Jahrhundert betrieben wurde. Heute ist die Gemeinde zwar weiterhin ländlich und landwirtschaftlich geprägt, kommt aber durch den Einfluss der nahen Großstadt Bordeaux immer mehr in den Bereich der Verarbeitenden Industrie und den Dienstleistungssektor. Dieser starke urbane Einfluss führt auch zu einem vermehrten Bevölkerungswachstum, hauptsächlich von Pendlern. Während Tresses im Jahr 1962 noch über 700 Einwohner verfügte, zählt man aktuell 5188 Einwohner (Stand 1. Januar 2022).

### Bevölkerungsentwicklung
| Jahr                       | 1962 | 1968 | 1975 | 1982 | 1990 | 1999 | 2007 | 2017 |
| Einwohner                  | 1002 | 1130 | 1735 | 2695 | 3368 | 3592 | 3928 | 4610 |
| Quellen: Cassini und INSEE |      |      |      |      |      |      |      |      |

## Sehenswürdigkeiten

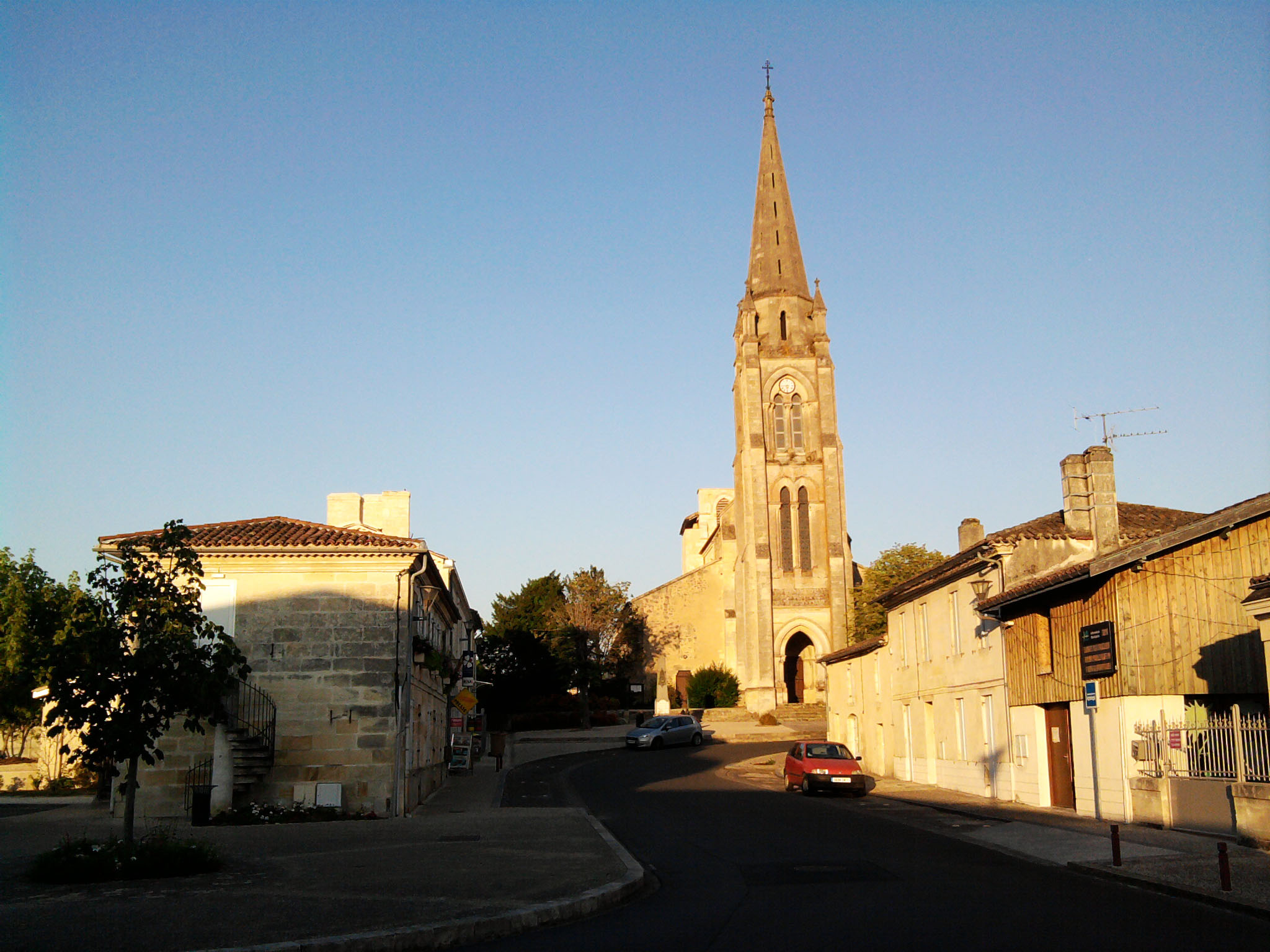
Tresses mit Kirche St Pierre

### Kirche St Pierre
Der dreischiffige Gewölbebau stammt in seiner heutigen Form von 1877/78. Der fünfeinhalb Meter im Quadrat Innenmaß große Turm auf der Chorseite ist wahrscheinlich aus dem 12. Jahrhundert. Er wurde zu Wehrzwecken gebaut. Heute ist die ursprünglich mit Zinnen bewehrte Turmkante bedacht.

### Château de Biré
Dieses aus dem 18. Jahrhundert stammende Kloster gehörte der adeligen Familie de Biré. Oberhaupt und Stammvater der Familie war Jean-Claude, der Mitglied des Parlaments von Bordeaux war und 1706 in St. Pierre begraben wurde. Das Gelände hat eine Größe von ca. 100 Hektar und umfasst  Haus, verschiedene Gebäude, Hof, Garten, Warren, Weinberge, Ackerland, Kastanien-Wälder, Wiesen sowie noch zwei Höfe in zwei anderen Gemeinden. Noch heute ist das Hauptgebäude in privater Hand, das dazugehörende Gelände ist auf sieben Hektar geschrumpft.

### Château de Lisennes
Das Schloss stammt wahrscheinlich aus dem 18. Jahrhundert und ist heute wieder – in 12. Generation – in Familienbesitz. Zum Anwesen gehörten 82 ha Land, von denen 50 ha überwiegend für den Weinbau benutzt werden.
Darüber hinaus gibt es weitere baugeschichtlich bedeutsame Schlösser, die teilweise ebenfalls mit der Weinproduktion verbunden sind.